# Ringelgasse 19
Весела вулиця 19 - німецький мультиплікаційний серіал, який регулярно транслюється в телесеріалі Die Sendung mit der Maus з 2012 року . Серіал розповідає історії дітей, які живуть у триповерховому багатоквартирному будинку за адресою Весела вулиця 19. Вулиця знаходиться на околиці невеликого вигаданого міста Сондерберг.

## Герої
- Віллі Вурст - маленький супергерой любить їсти сосиски, любить футбол і є сином доглядача. Йому 9 років.
- Томек - винахідник і найбільший серед дітей, йому 11 років.
- Capa - маленька сестра Томека, їй 3 роки.
- Піа - вона любить коней, бажає нового тата і завжди червоніє, коли всі дивляться на неї, їй 6 років.
- Таня і Тоня - нерозлучні близнюки з рудим волоссям, їм по 10 років.
- Брати і сестри Акрассимович - включаючи Сергія, Людмилу та двох їхніх великих братів, всі дуже музичні, як і всі в родині Акрассімовичів

## Виробництво і видавництво
Серіал продукується Motionworks від імені WDR , сценарій написав Андреас Строзик. Після того, як восени 2010 вже пілотний епізод в програмі за допомогою миші було показано, була прем'єра серіалу 30 вересня 2012 року.

## Вебпосилання
- Весела вулиця 19 в базі даних Internet Movie [Архівовано 7 жовтня 2020 у Wayback Machine.] (Англійською мовою)
- Вступ та короткий опис на wunder-werk.de (На Німецькій мові). Категорії :
  - Мультсеріал
  - Дитячий та юнацький телесеріал
  - Телешоу (Німеччина)
  - Телесеріал 2010-х